# Kamenik (Słowenia)
Kamenik – wieś w Słowenii, w gminie Šmarje pri Jelšah. W 2018 roku liczyła 75 mieszkańców.